# シラキュース・ハンコック国際空港
シラキュース・ハンコック国際空港（英: Syracuse Hancock International Airport）は、アメリカ合衆国ニューヨーク州シラキュースから4マイル（6km）北東にある国際空港。

## 歴史
1927年、当時のシラキュース市長チャールズ・ハンナ（Charles Hanna）氏は空港の必要性を感じていた。ニューヨーク州のCamillus市のAmboyという場所を50,000ドルで購入し、1928年までにシラキュース市空港は輸送便のみを取り扱っていた。第二次世界大戦後、アメリカ空軍は爆撃機基地をニューヨーク州のMattydale市近くに置いた。1949年9月17日、ハンコック空港はAmboyの軍用空港を改変し民間空港用にした。
1962年現在のターミナルが開業。空港が州間高速道路81号線に直結し利便性が向上した。
1970年代、1980年代は需要の向上に合わせ数度の拡張が行われた。1976年設立の「Empire航空」（1976年−1985年）はシラキュースをハブ空港としたため、年間200万人以上の旅客がこの空港を使用した。その後「Piedmont航空」（1948年-1989年）が買収したがシラキュースをハブ空港のままにしていた。1987年に317万人の旅客が利用し、この年がシラキュース空港のピークで、アップステートではバッファロー空港に次ぐ数であった。
USエアウェイ社が1989年にPiedmont航空を買収してから、同社がシラキュースをハブにはしなくしたため、本空港は活気が失せた。最後の大きな拡張は1996年にターミナルを二つに分けたものである。USエアウェイ社はシラキュース空港で最も多い旅客を取り扱っているが、90年代は徐々にその数を減らしていった。結果、ターミナルAはゴーストタウンのようになってしまっている。

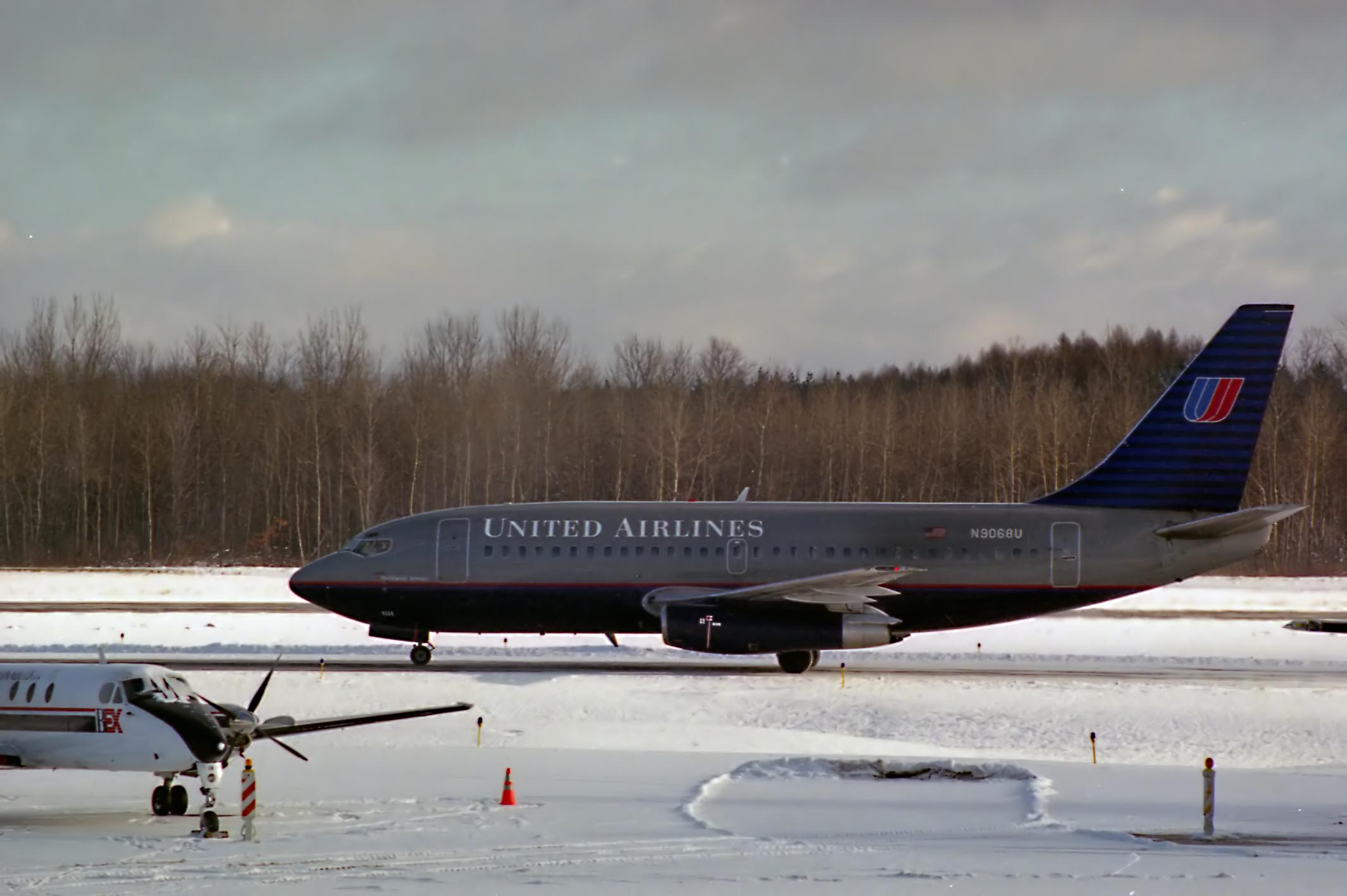
1993年シラキュース・ハンコック国際空港におけるユナイテッド航空 ボーイング737

2001年5月7日、格安航空会社として有名な「ジェットブルー」がハンコック空港のターミナルAを使い始めた。それから格安航空会社が次々とシラキュースに入ってきた。2003年Orland Sanfort国際空港行きに「Carter航空」と「TransMeridian航空」が参入。しかし2005年に会社自体が倒産した。「Independence Air」社は2004年からワシントンDC行きの就航をはじめたが2005年には撤退。2004年USエアウェイ社はハンコック空港への発着数を増便すると発表した。
2004年、シラキュース市長「Matthew Driscoll」氏は空港での利用者数増、より安い航空券代を実現するため、Webサイト「」を作り、インターネット上でキャンペーンを行った。この空港は地元の政治家や企業のキャンペーンなどの貢献により成長を経験した。
2005年5月「アメリカン・イーグル航空」社が8月から「ダラス・フォートワース国際空港」へ毎日運航することを発表した。これはハンコック空港からの最長飛行距離となるフライトである。
「TransMeridian航空」社の倒産により、ジェットブルーが再びハンコック空港における唯一の格安航空会社となった。2006年にはこの空港でのシェアを伸ばしている。
シラキュース市のカルーセル・センターが全米一大きいモール「DestNY USA」に改変された場合、何万もの観光客が見込まれハンコック空港の乗客数の増加が見込まれている。現在のキャパシティーは年間335万人であるため、おそらく拡張工事が必要と言われている。

## 運航
シラキュース地域は年平均114インチ（289.56cm）の雪が降る。この空港は幅32フィート3インチ(9.83m)もある世界最大の除雪車を含む、巨大な除雪装置を保有しており、雪による閉鎖時間は年平均で24時間以下である。
この空港は雪・氷対策で7回も「Balchen/Post賞」を受賞している。

## 就航路線

### ターミナルA
| 航空会社             | 就航地 |
| -------------------- | --- |
| アメリカン航空       | シャーロット、フィラデルフィア、ワシントン |
| アメリカン・イーグル | - Air Wisconsinによる運航（ボストン、 ニューヨーク/LGA、 フィラデルフィア、ワシントン） - Chautauqua Airlinesによる運航（ニューヨーク/LGA、フィラデルフィア） - コルガン・エアによる運航（ボストン、 ニューヨーク/LGA、ビッツバーグ） - メサ航空による運航（シャーロット） - Piedmont Airlinesによる運航（ニューヨーク/LGA、フィラデルフィア、ビッツバーグ） - Republic Airlinesによる運航（フィラデルフィア、ワシントン） |
| デルタ航空           | デトロイト |
| ジェットブルー航空   | ニューヨーク/JFK、オーランド |

### ターミナルB
| 航空会社                   | 就航地 |
| -------------------------- | --- |
| エンヴォイ・エア           | シカゴ/ORD、ダラス |
| デルタ・コネクション       | - Atlantic Southeast Airlinesによる運航（アトランタ） - コムエアーによる運航（シンシナティ、ニューヨーク/JFK） - Freedom Airlinesによる運航（ニューヨーク/JFK） |
| ユナイテッド・エキスプレス | - CommutAirによる運航（クリーブランド） - ExpressJet Airlinesによる運航（クリーブランド、ニューアーク） - GoJet Airlinesによる運航（シカゴ/ORD、ワシントン/ダレス） - GoJet Airlinesによる運航（シカゴ/ORD） - Trans States Airlinesによる運航（シカゴ/ORD、ワシントン/ダレス） - メサ航空による運航（ワシントン/ダレス） |